# Willy Adolf Theodor Ramme
Willy Adolf Theodor Ramme (Berlijn 28 februari 1887 – Berlijn, 24 augustus 1953) was een Duitse entomoloog die zich had gespecialiseerd in Orthoptera.

## Levensloop
Na zijn middelbare school in Berlijn in 1906 ging hij zoölogie studeren aan de Humboldtuniversiteit van Berlijn. In mei 1912 behaalde zijn vierde doctoraat op een proefschrift over de kliermaag bij Coleoptera en Orthoptera. Op 1 november 1911 werd hij aangesteld als assistent bij het Museum für Naturkunde in Berlijn en op 1 april 1921 werd hij benoemd tot conservator en in 1927 tot professor. Op 31 december 1952 ging hij met pensioen.
Tijdens zijn reizen naar Zuidoost-Europa en het Midden-Oosten verzamelde hij materiaal voor de Orthoptera-collectie van het Museum für Naturkunde, dat hij veertig jaar lang leidde. In talrijke publicaties behandelde hij de systematiek, geografische verspreiding en de faunistiek en de biologie van de Orthoptera. Behalve dat Ramme Orthoptera verzamelde, maakte hij ook zeer goede kleurenfoto’s. In 1931 publiceerde hij zijn insectenfoto’s in een boek met de titel “Tiergrotesken”. Hij publiceerde ook een hoofdstuk over het verschijnsel dat Orthoptera de kleur van hun lichaam kunnen aanpassen aan de achtergrond (homochromie). Zijn laatste publicatie uit 1951 ging over de zes reizen die hij van 1927 tot 1943 maakte naar Roemenië, Macedonië, Servië, Dalmatië, Iran, de landen van de Kaukasus en Turkije.

## Enkele publicaties
- Ramme, W. A. T. (1950): Neues zur Gattung Hyphinomos Uvarov (Orth., Tettig.). – Zeitschrift der Arbeitsgemeinschaft Österreichischer Entomologen – 2: 76 - 79.
- Ramme, W. A. T. (1934): Vom Bau und Leben der Geradflügler. – Entomologische Beihefte aus Berlin-Dahlem – 1: 100.
- Ramme, W. A. T. (1933): 8. Dermaptera und Orthoptera II. (Nachtrag.) – Deutsche Entomologische Zeitschrift (Berliner Entomologische Zeitschrift und Deutsche Entomologische Zeitschrift in Vereinigung) – 1933: 175.
- Ramme, W. A. T. (1933). Beiträge zur palaearktischen Orthopterenfauna (Tettig. et Acrid.) II. Mitteilungen aus dem Zoologischen Museum in Berlin, 18(3), 416–434, Tafel XII.
- Ramme, W. A. T. (1931). Tiergrotesken. Brehm Verlag, Berlin - 1931
- Ramme, W. A. T. (1928): Neue afghanische und indische Acrididae (Orth.). – Deutsche Entomologische Zeitschrift (Berliner Entomologische Zeitschrift und Deutsche Entomologische Zeitschrift in Vereinigung) – 1928: 299 - 304.
- Ramme, W. A. T. (1926): Ein Poecilimon-Weibchen mit accessorischem männlichem Cercus (Orth. Tettigon.). – Deutsche Entomologische Zeitschrift (Berliner Entomologische Zeitschrift und Deutsche Entomologische Zeitschrift in Vereinigung) – 1926: 246.
- Ramme, W. A. T. (1926): Neue und wenig bekannte europäische und asiatische Orthopteren (Acrid., Tettigon.). – Deutsche Entomologische Zeitschrift (Berliner Entomologische Zeitschrift und Deutsche Entomologische Zeitschrift in Vereinigung) – 1926: 273 - 289.
- Ramme, W. A. T. (1923): Orthopterologische Ergebnisse meiner Reise nach Oberitalien und Südtirol 1921. – Archiv für Naturgeschichte – 89A_7: 145 - 169.
- Ramme, W. A. T. (1923): Vorarbeiten zu einer Monographie des Blattidengenus Ectobius Steph. – Archiv für Naturgeschichte – 89A_7: 97 - 145.
- Ramme, W. A. T. (1921): Zwei neue mediterrane Ectobien – Internationale Entomologische Zeitschrift – 15: 183 - 184.
- Ramme, W. A. T. (1921): Ein neuer Chorthippus aus Südtirol. – Deutsche Entomologische Zeitschrift (Berliner Entomologische Zeitschrift und Deutsche Entomologische Zeitschrift in Vereinigung) – 1921: 246.
- Ramme, W. A. T. (1920): Orthopterologische Beiträge. – Archiv für Naturgeschichte – 86A_12: 81 - 166.
- Ramme, W. A. T. (1920): Neue europäische Orthopteren (vorläufige Mitteilung). – Deutsche Entomologische Zeitschrift (Berliner Entomologische Zeitschrift und Deutsche Entomologische Zeitschrift in Vereinigung) – 1920: 384 - 385.
- Ramme, W. A. T. (1920): Zur Lebensweise von Pseudagenia (Hym.). – Sitzungsberichte der Gesellschaft Naturforschender Freunde zu Berlin – 1920: 130 - 132.
- Ramme, W. A. T. (1916-1917): Rudolf Stobbe (gestorben) – Deutsche Entomologische Zeitschrift (Berliner Entomologische Zeitschrift und Deutsche Entomologische Zeitschrift in Vereinigung) – 1916-1917: 371 - 375.
- Ramme, W. A. T. (1915): Ein für die Mark neuer Ohrwurm (Dermapt.). – Deutsche Entomologische Zeitschrift (Berliner Entomologische Zeitschrift und Deutsche Entomologische Zeitschrift in Vereinigung) – 1915: 224.
- Ramme, W. A. T. (1915): Merkwürdige Eiablage einer Laubheuschrecke. – Deutsche Entomologische Zeitschrift (Berliner Entomologische Zeitschrift und Deutsche Entomologische Zeitschrift in Vereinigung) – 1915: 315 - 316.
- Ramme, W. A. T. (1915): Springende Delphine. – Sitzungsberichte der Gesellschaft Naturforschender Freunde zu Berlin – 1915: 4 - 5.
- Ramme, W. A. T. (1915): Zwei Gebißunregelmäßigkeiten bei amerikanischen Affen. – Sitzungsberichte der Gesellschaft Naturforschender Freunde zu Berlin – 1915: 392 - 394.
- Ramme, W. A. T. (1914): Dactylopsila hindenburgi, ein neuer Streifenbeutler aus Kaiser-Wilhelms-Land (Mamm. Marsup.). – Sitzungsberichte der Gesellschaft Naturforschender Freunde zu Berlin – 1914: 413 - 418.
- Ramme, W. A. T. (1913): Über einen Zwitter von Thamnotrizon fallax FISCH. (Orth. Tettig.). – Sitzungsberichte der Gesellschaft Naturforschender Freunde zu Berlin – 1913: 83 - 89.
- Ramme, W. A. T. (1913): Zoologisches aus Krain und Istrien. – Sitzungsberichte der Gesellschaft Naturforschender Freunde zu Berlin – 1913: 90 - 97.
- Ramme, W. A. T. (1913): Eine für die Mark neue Feldheuschrecke, – Internationale Entomologische Zeitschrift – 7: 228.
- Ramme, W. A. T. (1911): Die Bedeutung des Proventriculus bei Coleopteren und Orthopteren. – Zoologischer Anzeiger – 38: 333 - 336.
- Ramme, W. A. T. (1911): Eine neue Form von Syntomis phegea L. (Lep. Synt.) – Internationale Entomologische Zeitschrift – 5: 103.
- Ramme, W. A. T. (1911): Bemerkung zu der Abbildung der n. f. fenestrata m. von Syntomis phegea L. (LeD.). – Internationale Entomologische Zeitschrift – 5: 125.
- Ramme, W. A. T. (1910): Ueber das Vorkommen von Chrysochraon dispar Heyer (Orth.) bei Berlin. – Internationale Entomologische Zeitschrift – 4: 140.
- Ramme, W. A. T. (1910): Ueber eine Aberration von Syntomis phegeo L. (Leu.) – Internationale Entomologische Zeitschrift – 4: 182 - 183.
- Ramme, W. A. T. (1908): Ein Zwitter von Agrotis corticea Hb. – Internationale Entomologische Zeitschrift – 2: 313.

- Gemeinsame Normdatei: 116327421
- International Standard Name Identifier: 0000 0000 1366 8182
- Nationale Bibliotheek van Tsjechië: xx0246847
- Virtual International Authority File: 30285125
- WorldCat: E39PBJjHgqbKYQxFq33MCKMByd